# 6616 Плотінос
6616 Плотінос (6616 Plotinos) — астероїд головного поясу, відкритий 25 березня 1971 року.
Тіссеранів параметр щодо Юпітера — 3,499.